# ليغو مارفل سوبر هيروز 2
ليغو مارفل سوبر هيروز 2 (بالإنجليزية: Lego Marvel Super Heroes 2)‏، هي لعبة فيديو إلكترونية من ترخيص وارنر برذرز، صدرت اللعبة يوم 14 نوفمبر 2017م، وتعمل لأنظمة نينتندو سويتش وبلاي ستيشن 4 ومايكروسوفت ويندوز وإكس بوكس ون. تحتوي على اللغة العربية.

## روابط خارجية
- ليغو مارفل سوبر هيروز 2 على موقع IMDb (الإنجليزية)